# ویلیام ترور
ویلیام ترِوِر (انگلیسی: William Trevor؛ ۲۴ مهٔ ۱۹۲۸ – ۲۱ نوامبر ۲۰۱۶) رمان‌نویس، نمایش‌نامه‌نویس، و نویسنده ایرلندی بود که از او به عنوان یکی از قله‌های داستان کوتاه انگلیسی معاصر یاد می‌شد. وی سه بار برندهٔ جایزه ادبی کاستا بوک شد و پنج نوبت به عنوان نامزد جایزه ادبی من بوکر معرفی شد. نام ترور به عنوان یکی از بخت‌های جایزه نوبل ادبیات نیز مطرح بود، اگر چه هیچ‌گاه برنده این جایزه نشد. او در سال ۱۹۹۹ موفق به دریافت جایزه دیوید کوهن شد. 

## زندگی
ویلیام ترور کاکس در ۲۴ مه ۱۹۲۸ در منطقه‌ای واقع در شهرستان کورک در جنوب ایرلند به نام میچلستون و در خانواده‌ای میانه حال و پروتستان متولد شد. پدر شغلی در بانک داشت و دائم از شهری به شهر دیگر نقل مکان می‌کرد و به این واسطه دوران کودکی ویلیام در شهرها و مناطق گوناگونی سپری شد.
وی پس از اتمام تحصیل در کالج‌های سنت‌کلمبا و ترینیتی به مشاغلی چون مجسمه‌سازی و معلمی روی آورد. در سال ۱۹۵۲ با جین ریان ازدواج کرد و در سال ۱۹۵۸ اولین رمانش به نام معیار رفتار به چاپ رسید، کتابی که با اقبال چندانی از سوی خوانندگان و منتقدان روبرو نشد. دو سال بعد با آن که در مجسمه‌سازی به مهارت و شهرت رسیده بود و آثارش در نمایشگاه‌های هنری عرضه می‌شد، مجسمه‌سازی را به‌طور کامل کنار نهاد.

## سبک
چیره‌دستی و مهارت ویلیام ترور در فرم و تکنیک داستان، سبب شد که با نویسندگانی چون چخوف، دوموپاسان و جیمز جویس مقایسه شود. گراهام گرین در نقدی که در سال ۱۹۷۵ بر مجموعه داستان کوتاه فرشتگان در ریتز نوشت، تأکید کرد که اگر این کتاب را بهترین مجموعه داستان بعد از دوبلینی‌های جیمز جویس ندانیم، بی‌شک یکی از بهترین‌هاست.
داستان‌ها و رمان‌ها ترور، روایت طنازانه و در عین حال تلخی از تنازعات کوچک زندگی مردمان عادی است.

### رمان
- سفر فلیشا (۱۹۹۴)

### مجموعه داستان کوتاه
- داستان‌های ویلیام ترور (۱۹۸۳)
- پس از باران (۱۹۹۶)
- اخباری از ایرلند و داستان‌های دیگر (۱۹۸۶)
- مجردان تپه (۲۰۰۰)

در ایران کتابهای «رز گریه کرد»، «مجردان تپه» و «جنون دو نفره» توسط نشر افراز، کتاب «تورگنیف خوانی» توسط نشر مروارید، کتاب «هوو» توسط انتشارات روزگار نو و کتاب «مجردان مجرد سرزمین تپه‌ها» توسط نشر کتابسرای تندیس به چاپ رسیده است.